# Masca abactalis
Masca abactalis là một loài bướm đêm trong họ Erebidae.